# 도미하라촌 (오카야마현)
도미하라촌(富原村)은 오카야마현 마니와군에 있던 촌이다. 현재의 마니와시에 해당한다.